# Miasta partnerskie

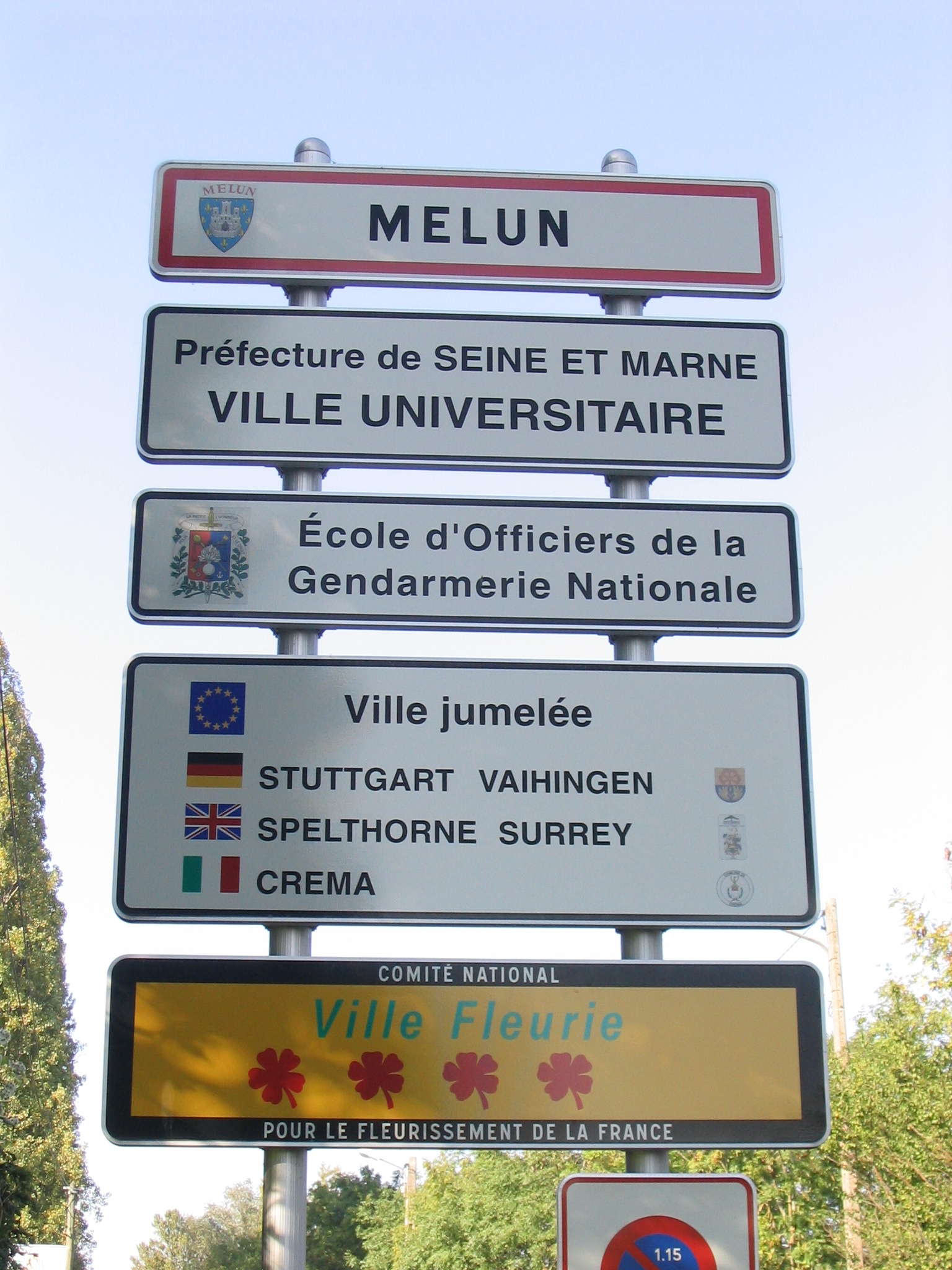
Tablica informująca o miastach partnerskich miasta Melun

Miasta partnerskie – forma współpracy między miastami w różnych krajach, która ma na celu wymianę kulturalną, gospodarczą i informacyjną. W Europie formę tę powszechnie określa się terminami miasta bliźniacze, miasta przyjacielskie (miasta zaprzyjaźnione) lub miasta partnerskie. Poza Europą (szczególnie w krajach anglosaskich) współpracę między miastami określa się pojęciem miasta siostrzane (ang. sister cities) lub miasta bliźniacze (ang. twin towns lub twinned towns); w krajach socjalistycznych są to miasta braterskie.

## Historia partnerstwa miast
Pierwsze partnerstwa miast powstawały w 1947, by szerzyć międzynarodową współpracę u podstaw. Jako pierwsze umowy partnerskie podpisały władze niemieckiego Ludwigsburga i francuskiego Montbéliard.
To samo przesłanie w 1951 w Genewie kierowało również 50 burmistrzami, którzy założyli Radę Miast Europejskich (od 1984 pod nazwą Rada Miast i Regionów Europy). Jednym z jej celów statutowych jest pojednanie między narodami Europy i współpraca municypalna niezależnie od granic państwowych.

Program miast siostrzanych jest ważnym źródłem negocjacji władz rządowych pozwalającym ludziom na wyrażenie samych siebie we wspólnych pragnieniach przyjaźni, życzliwości i współpracy dla lepszego świata dla wszystkich.

Historycznie patrząc, pierwsze partnerstwo miast miało miejsce w 836 roku (pierwsza wzmianka) między Paderborn (Niemcy) a Le Mans (Francja). Oficjalnie jednak partnerstwo obu tych miast jako miasta partnerskie nastąpiło w 1967. Jednym ze starszych związków partnerskich formalnie nieuregulowanych był związek niemieckiego Rottweil i szwajcarskiego Brugg, który to rozpoczął się w 1913.
22 czerwca 1958 w Kaliszu i 29 czerwca 1958 w Hautmont podpisno „Kartę Przyjaźni” między tymi dwoma miastami bliźniaczymi; Kalisz był pierwszym polskim miastem, a Hautmont jednym z pierwszych miast francuskich, jakie zawarły umowę o współpracy miast partnerskich.
W latach 80. XX wieku następowało stopniowe zbliżenie między wschodem i zachodem Europy, co odbiło się również w pierwszych partnerstwach między miastami bloków wschodniego i zachodniego.

## Cele partnerstwa miast
Celem partnerstwa miast jest współpraca ludzi, niezależnie od granic państwowych. Często początkiem partnerstwa miast są osobiste kontakty między ich mieszkańcami (np. grupy polonijne). Ale nie tylko, równie często pierwszym krokiem są partnerstwa szkół w poszczególnych miastach. Gdy pierwsze lody są przełamane i kryteria partnerstwa spełnione, ma miejsce oficjalna wizyta prezydenta miasta i naturalnie rewizyta. Nawiązanie partnerstwa następuje przez podpisanie obustronnie odpowiedniego dokumentu o partnerstwie.
Następnie mają miejsce regularne wizyty, często o charakterze półoficjalnym, gdzie np. prezydent miasta przyjmuje delegację we własnym domu – co jeszcze bardziej zbliża przedstawicieli miast. Chociaż nie ma tu reguł, czasem kontakty pozostają bardzo oficjalne.
Unia Europejska premiuje partnerstwa miast następującymi nagrodami „Dyplom Europejski”, „Medal Europejski”, „Flaga Honorowa” i „Nagroda Europejska”. Wyróżnienia te są przyznane w nazwanej kolejności (czyli dopiero posiadacz „Dyplomu Europejskiego” może się ubiegać o „Medal Europejski” i tak dalej).